# Дальний (Белгородская область)
Дальний — посёлок в Валуйском районе Белгородской области России. Входит в состав Двулученского сельского поселения.

## География
Находится в юго-восточной части региона, в лесостепной зоне, в пределах юго-западной части Среднерусской возвышенности, к востоку от реки Верхний Моисей.

### Климат
Климат характеризуется как умеренно континентальный. Средняя температура января −7,4 °C, средняя температура июля +20,3 °C. Годовое количество осадков составляет около 500 мм. Среднегодовое направление ветра юго-западное.

## История
В 1993 г. Указом Президиума ВС РФ посёлок Уразовский переименован в Дальний.

## Население
| 2002 | 2010 |
| ---- | ---- |
| 521  | ↘434 |

## Инфраструктура
Основа экономики — сельское хозяйство.
Действует МОУ Дальнинская ООШ.

## Транспорт
Посёлок доступен автотранспортом по региональной автодороге 14Н-165 (ответвление от автодороги 14К-33 Валуйки — Уразово — Логачевка к посёлку Дальнему).